# Johannes Matthias Sperger
 (août 2025).
Si vous disposez d'ouvrages ou d'articles de référence ou si vous connaissez des sites web de qualité traitant du thème abordé ici, merci de compléter l'article en donnant les références utiles à sa vérifiabilité et en les liant à la section « Notes et références ».
Johannes Matthias Sperger, né le 23 mars 1750 à Valtice et mort le 13 mai 1812 à Ludwigslust, est un compositeur et contrebassiste autrichien.

## Biographie
Johannes Matthias Sperger est né à Valtice, ou Feldsberg, en Basse-Autriche, où il a reçu ses premiers rudiments de musique avec l'organiste de la paroisse, Franz Anton Becker. En 1767 il gagne Vienne pour y apprendre la contrebasse et la composition. En 1776 il se marie à Anna Tarony à Linz et à partir de l'année suivante travaille à l'orchestre de cour de l'archevêque de Pressburg (l'actuelle Bratislava). Depuis 1778 il est membre de la société des musiciens de Vienne, durant les concerts de laquelle il joue ses propres œuvres en tant que soliste. De 1783 à 1786 Sperger est membre de l'orchestre de cour de Grafen Ludwig von Erdődy à Kohfidisch. De 1786 à 1789 il fait une tournée et essaie d'obtenir un emploi permanent, notamment à la cour de Prusse. Au début du mois d'avril 1788 il joue devant Frédéric-François Ier de Mecklembourg-Schwerin à Ludwigslust. Après un voyage en Italie, Sperger devient en avril 1789 premier contrebassiste à l'orchestre de Mecklembourg-Schwerin. Durant les années qui suivent, il fait une nouvelle tournée dans plusieurs villes allemandes : en 1792 à Lübeck, en 1793 à Berlin, en 1801 à Leipzig où il joue avec l'Orchestre du Gewandhaus de Leipzig, et enfin à Vienne. Johannes Matthias Sperger décède en 1812 à Ludwigslust d'une « fièvre nerveuse ».

## Œuvre
Sperger fut parmi les compositeurs les plus prolifiques de son époque, bien qu'au moment où il vécut sa renommée fût principalement liée à ses talents de contrebassiste, instrument pour lequel il écrivit dix-huit concertos.
Ses œuvres furent pour la plupart composées durant la période qu'il passa à Pressburg : il écrivit au moins quarante-cinq symphonies, ainsi que des concertos, des sonates, des rondos et des danses, des cantates, des arias et des œuvres pour chœur. Les manuscrits et les partitions qui nous sont parvenues montrent un grand talent dans l'instrumentation, en particulier dans l'utilisation intense de l'instrument obligé, des solistes et des instruments à vent. Ses concertos pour contrebasse sont très innovateurs et particulièrement difficiles, raison pour laquelle ils ont été quelque peu critiqués par Patrick Süskind dans sa pièce de théâtre La Contrebasse, pour leur prétendue « injouabilité ».

## Le concours Johannes Matthias Sperger
Pour faire connaître l'œuvre pour contrebasse de Johannes Matthias Sperger, la Société Internationale Johannes Matthias Sperger (Internationale Johann-Matthias-Sperger-Gesellschaft) a été créée. Celle-ci organise tous les deux ans un concours de contrebasse, le Internationalen Johann-Matthias-Sperger-Wettbewerb für Kontrabass au château de Ludwigslust.

## Discographie
- Symphonies for strings - Musica Aeterna Bratislava, dir. Peter Zajíček (1992, Naxos) (OCLC 1055764269)

## Article traduit
- (de) Cet article est partiellement ou en totalité issu de l’article de Wikipédia en allemand intitulé « Johannes Matthias Sperger » (voir la liste des auteurs).